# Peter Gethin
Peter Gethin, född 21 februari 1940 i Ewell, Surrey, död 5 december 2011 i Goodwood, West Sussex, var en brittisk racerförare.

## Racingkarriär

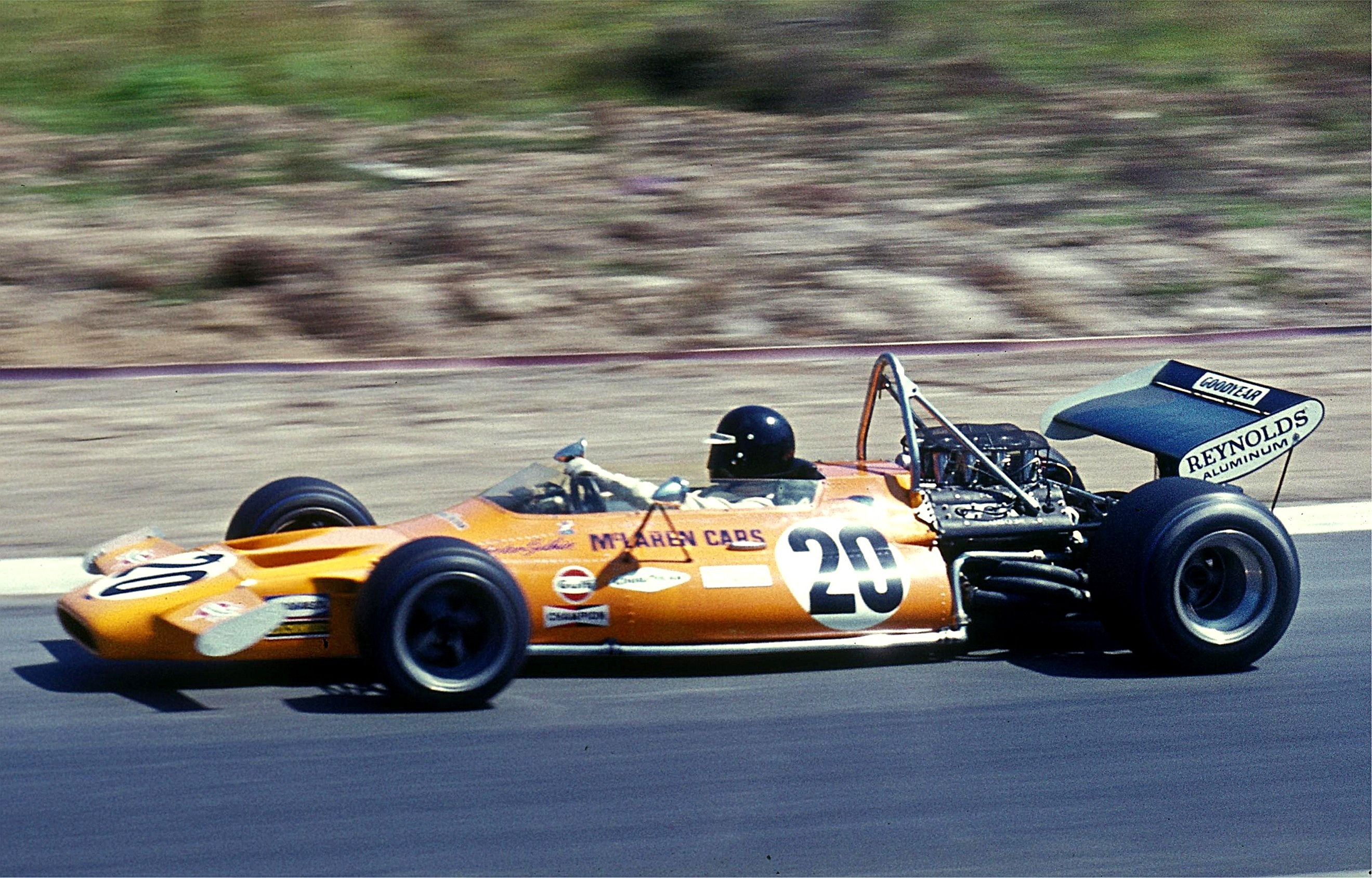
Peter Gethin i McLaren under träning i.

Gethin började i formel 3 och 1969 vann han den första brittiska formel 5000-titeln i en McLaren M10B. Han fick debutera i Formel 1 för McLaren efter att Bruce McLaren omkommit under en testkörning på Goodwood Circuit 1970. 
Gethin vann Italiens Grand Prix 1971, vilket blev hans enda seger. Han gick i mål en hundradels sekund före tvåan Ronnie Peterson, vilket är Formel 1-historiens minsta segermarginal. 
Efter sin karriär hade Gethin en avancerad körskola i Goodwood nära Chichester. Han avled den 5 december 2011, 71 år gammal, efter lång tids sjukdom.

## F1-karriär
| Säsong                | Stall/Tillverkare     | Placering             | Lopp | Poäng | Etta | Tvåa | Trea | Pole | Varv |
| --------------------- | --------------------- | --------------------- | ---- | ----- | ---- | ---- | ---- | ---- | ---- |
| 1970                  | McLaren-Ford          | 23                    | 7    | 1     |      |      |      |      |      |
| 1971                  | McLaren-Ford BRM      | 9                     | 7 4  | 9     | 1    |      |      |      |      |
| 1972                  | BRM                   | 20                    | 11   | 1     |      |      |      |      |      |
| 1973                  | BRM                   | -                     | 1    |       |      |      |      |      |      |
| 1974                  | Hill (Lola-Ford)      | -                     | 1    |       |      |      |      |      |      |
| Sammanlagt 5 säsonger | Sammanlagt 5 säsonger | Sammanlagt 5 säsonger | 31   | 11    | 1    | 0    | 0    | 0    | 0    |

### Vunna F1-lopp
1. Italien 1971